# Port d'Alger
Le port d'Alger est un port maritime algérien, s’étendant de la commune d’Alger-Centre à la commune de Belouizdad, dans la banlieue industrielle d’Alger. Il est l'un des plus grands ports d'Algérie.

## Histoire

### Dans l'Antiquité
Les premières traces d’une zone portuaire datent de l'Antiquité, au IIIe siècle av. J.-C. À l'époque, Alger s'appelait Ikosim (nom donné par les Puniques) qui fut fondé avant le IVe siècle av. J.-C. et était un très célèbre comptoir phénicien de grande importance et stratégique. 

### Au Moyen Âge
Le port d'Alger a toujours été une terre d'accueil pour les migrants. En effet, sous la Régence d'Alger, il accueillait une population très cosmopolite pour l’époque, composée de Turcs, d’Andalous, de juifs et de Maures.

### À l'époque moderne
En 1510, les Espagnols confient à Pedro Navarro la construction d’un fort, le « Penon ». Très vite, Khayr ad-Din dit Barberousse, proclamé sultan d'Alger, relie le fort à la côte et pose les premières pierres du port. Par la suite, les Turcs construisent entre les rochers une digue qui deviendra, en contrebas du fort, une sorte de petit port jadis appelé la Darse. 

### Sous la colonisation française
En 1830, lors de l'invasion coloniale française, le port d'Alger se modernise et se développe. Selon R. Lespès, « On peut dire que le port n’existait pas vraiment, et que tout était à créer. ». Toujours selon R. Lespès, jusqu’en 1870, l'idée d'un nouveau port algérois compte de nombreux projets et contre-projets, qui n'auraient été menés à terme, toutes ces incertitudes ne nous permettent pas de tout savoir sur les travaux de cette époque. Les aménagements n’étant pas stables à cette époque, les causes étaient que les activités militaires étaient trop ancrées dans les esprits des ingénieurs et des gouverneurs, car l’activité commerciale marine avait été jusqu’alors sacrifiée. Initialement, l’idée d’un futur port était destinée à ravitailler la flotte française ainsi que pour les soldats qui officient en Algérie seulement. De ce manque de développement la colonisation  était quasiment nulle, en effet, le port n'avait quasiment aucun moyen d'accueillir tant d'activités et ce jusqu’en 1840. Peu d'exportations et la majorité des importations constituées de vivres et de matériel pour les troupes coloniales. Les désirs d’affectations militaires du port conduisent à des projets qui n’aboutissant pas qui visaient à faire d'Alger un « Toulon africain » comme le dit R. Lespès.

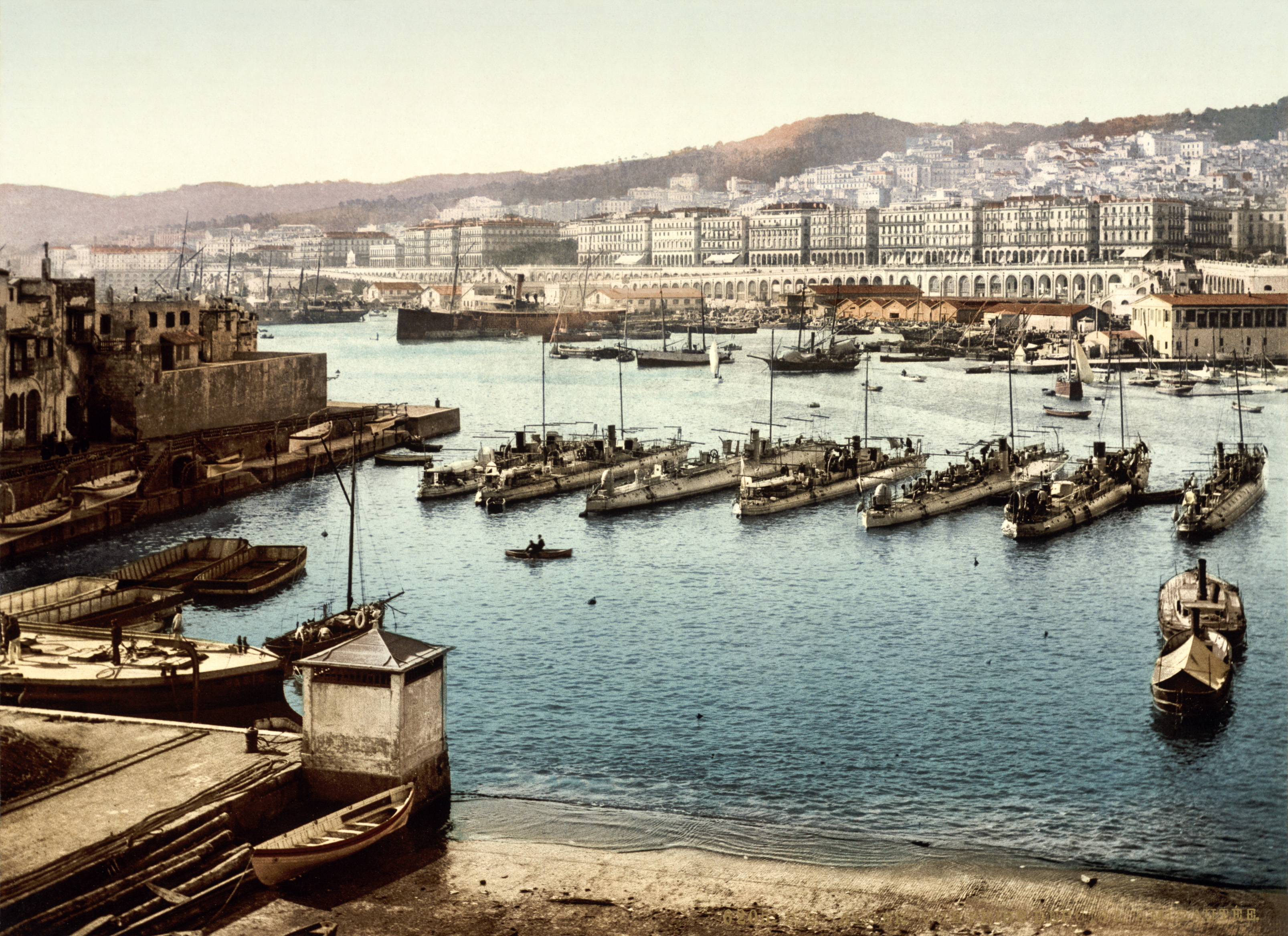
Vue du port depuis l'amirauté, 1896

Aucun programme d’ensemble ne fut retenu avant 1848, ce qui néanmoins n’a pas empêché de poursuivre la construction de la jetée au départ de la pointe sud.  
En août 1848, un projet d’ensemble fut retenu dont les deux principales idées visaient à créer un port fermé de 90 hectares et à relier l’îlot Al Djefna à la terre. Le port connaîtra un temps d’arrêt dans la construction des infrastructures à partir de 1870. Il faudra attendre les avant-projets de 1892 et la loi du 22 juin 1897 autorisant de nouveaux travaux au port d'Alger afin de lui permettre de rayonner à l’international (commercialement et touristiquement parlant). C’est à cette période que seront pris en compte l’afflux des marchandises, l’encombrement des quais et des voies de circulation cela quand bien même des aménagements ont été effectués. C’est alors que la Chambre de Commerce décide donc de réaliser de nouveaux travaux : ouverture d’une seconde entrée de 70 mètres dans la passe sud du port, diminution de 100 mètres de largeur de la première passe, élargissement et renforcement de la jetée Nord ainsi que des décrochages afin de permettre aux navires d’accéder aux quais mais aussi la création d’un bassin de 10 hectares disposant d’un arrière-port.
La Chambre de Commerce reçoit en 1894 le nouvel outillage du port (hangars, grues, , etc.) en échange de sa participation aux travaux. 
À partir de 1905, un nouveau projet voit le jour, création d'un bassin plus calme, prolongation des jetées à l'est et au sud-est ainsi que la création de nouveaux môles dont un dédié aux minerais. 
En 1912, un projet d’extension voit le jour, en effet la progression du trafic au sein du port d’Alger connaît une croissance importante, les équipements n’étaient pas suffisants et assez performants, les chargements et déchargements se faisaient encore dans l’ancien port, le port comptait seulement 6 grues à bras et 3 pontons grues à vapeur, une grue à portiques et un seul titan transbordeur. De même les espaces libres pour les infrastructures sont très limités ; en effet l'ancien port est enclavé entre la gare d'Alger, les rails et tous les autres bâtiments publics, il n’y a plus de lieu de stockage disponible donc les marchandises s’entassaient sous des bâches ou bien à découvert et cela peu importe la météo. Afin de pallier cela et de donner au port d’Alger des capacités semblables au port de Gênes ou bien de Marseille des travaux estimés à 162 500 000 francs sont nécessaires. La colonie prendra à sa charge 20 millions de francs, le reste sera à la charge de la Chambre de Commerce et cela passera par un prêt sur 75 ans. À cette date Alger et son port connaîtront la plus grande phase de développement. 

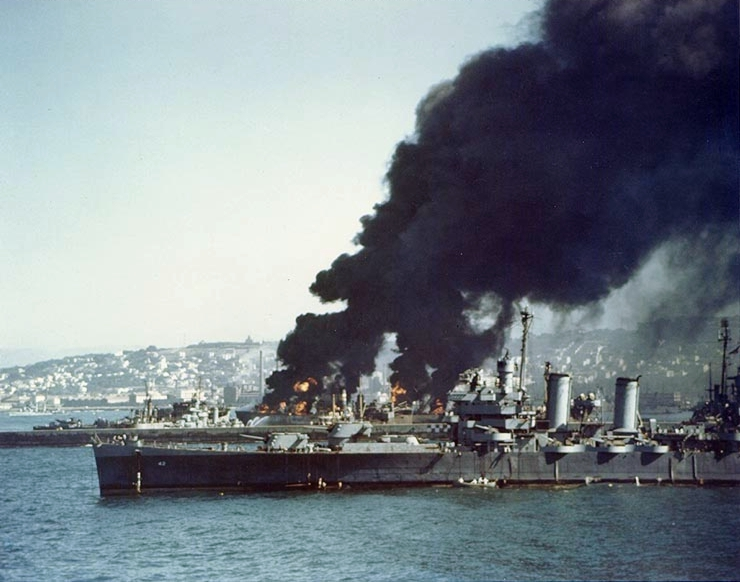
Attaque nazie sur le port d'Alger en 1943

Au fur et à mesure les lignes régulières de passagers qui manquaient au développement d’Alger voient le jour. Des liaisons avec la France, l’Italie, l’Espagne et encore bien d’autres voient le jour. L’extension du port se fera grâce au développement de la vie économique et du développement humain, des zones industrielles voient le jour et jouxtent le port, de nouveaux quartiers. 

### Depuis l'indépendance
De nos jours, le port d’Alger s’étend d’Alger-Centre à la commune de Belouizdad. Il est géré par l’Entreprise Portuaire d’Alger (EPA). Il assure des liaisons touristiques permanentes entre l’Algérie et la France, l’Italie, l’Espagne, d’autres pays d’Europe et d’Afrique. Il existe aussi des liaisons nationales entre les divers ports algériens. Le transport de fret est également l’une des activités principales du port,.
Confronté de manière endémique à des engorgements, une zone de dégagement portuaire a été installée à Rouiba en mai 2025, pouvant accueillir jusqu'à 2400 conteneurs.

## Géographie
Le port d’Alger bénéficie d’une position stratégique, situé dans la baie d'Alger, dans une zone géographique pratiquement insulaire qui est entourée d’une région montagneuse. Il se situe au centre de la partie occidentale de la mer Méditerranée en face des Baléares. Cette position privilégiée lui a valu lors de l’époque coloniale française un important rôle militaire. Situé en plein centre de la côte algérienne, cela lui permet de jouir d’une ouverture sur l’Europe, le reste de l'Afrique du Nord mais également sur le monde étant donné de sa proximité avec le détroit de Gibraltar.

## Activités économiques
Le port d’Alger en lui-même a comme principale activité économique l’import et l’export de marchandises et de passagers.
Pour les biens, il s’agit essentiellement de ressources minières telles que le charbon, l’étain ou bien le fer. D’autres ressources également moindrement exploitées telles que le diamant, le lithium ou bien le sel de potasse ou de baryum. Bien que ces principales ressources commercialisées et exportées soient le pétrole et l’uranium. Ces éléments précieux sont acheminés à Alger par train ou par camion, et ensuite quantifiés, stockés puis exportés. Néanmoins, on exporte aussi beaucoup de denrées alimentaires comme les épices ou les semoules mais aussi d’autres spécialités culinaires algériennes et bien d’autres produits issus de l’artisanat (meubles, produits cosmétiques, textiles et bien d’autres…). Il en est de même pour l’import de biens. 
Pour ce qui est du trafic de passagers, l’Algérie demande aux non-ressortissants un visa d’entrée délivré par les consulats et ambassades d’Algérie, leur permettant ainsi de pouvoir se déplacer sur le territoire algérien. Des contrôles stricts sont effectués à toutes les frontières terrestres ou maritimes (ports, aéroports). Si un non-ressortissant algérien ne dispose de ce visa, il se verra renvoyé dans le pays où il vit. 
Le port d'Alger bénéficie de plusieurs liaisons avec le reste du monde et du territoire national telles que Marseille à Alger, Alicante à Alger ou bien La Valette à Alger au niveau international ainsi qu'Oran à Alger ou bien Annaba à Alger au niveau national,. 
De nombreuses activités connexes au port se sont développées, telles que l’industrie générique ou spécialisée, l’hôtellerie-restauration mais aussi de nombreux commerces. Le port a rendu cette zone d’Alger plus attractive économiquement parlant.

## Galerie

Le port d'Alger dans la peinture
Vue du port d'Alger en 1646, par Matthäus Merian. Bibliothèque nationale de France.
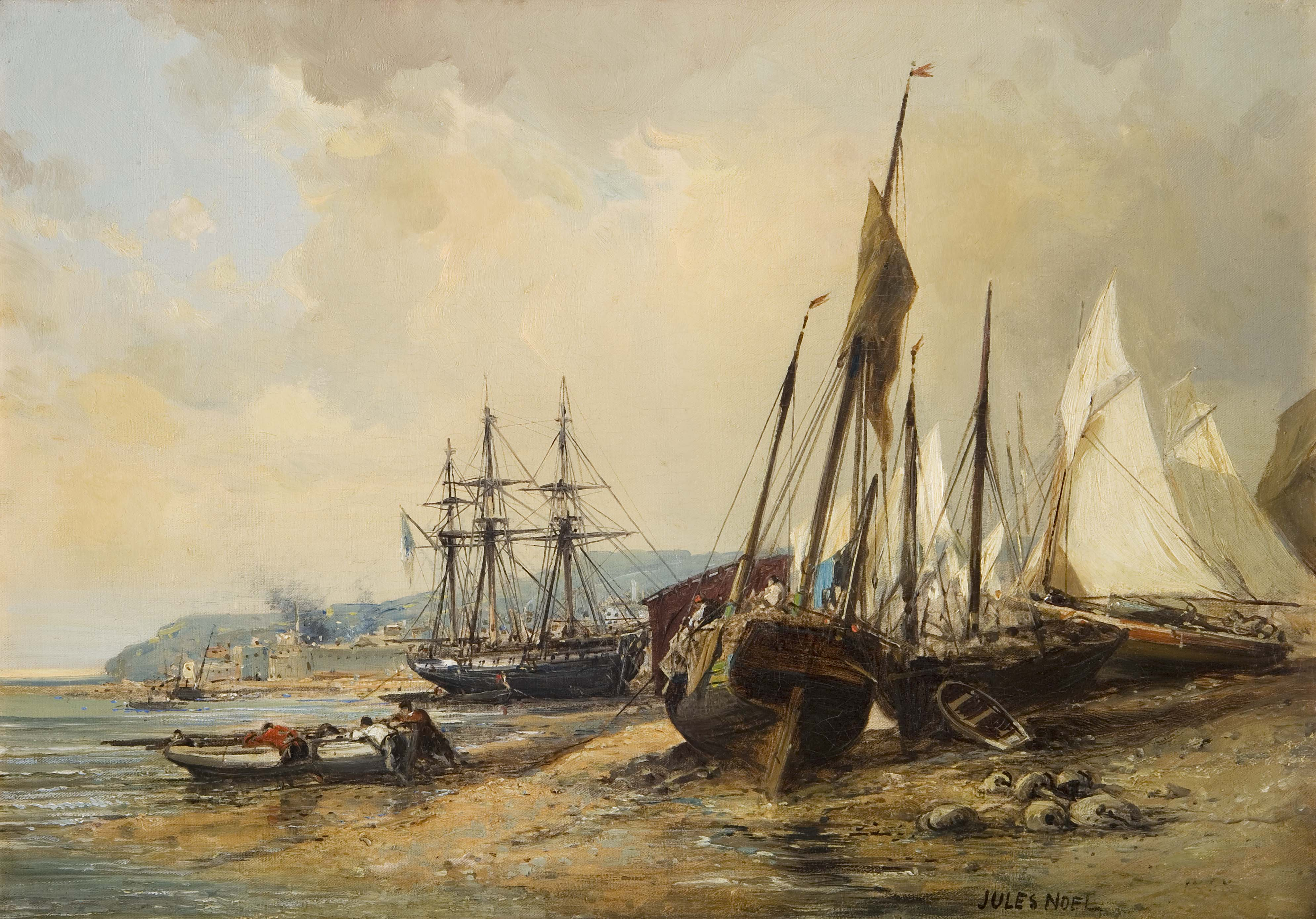
Des voiliers dans le port d'Alger (1868), par Jules Noël.
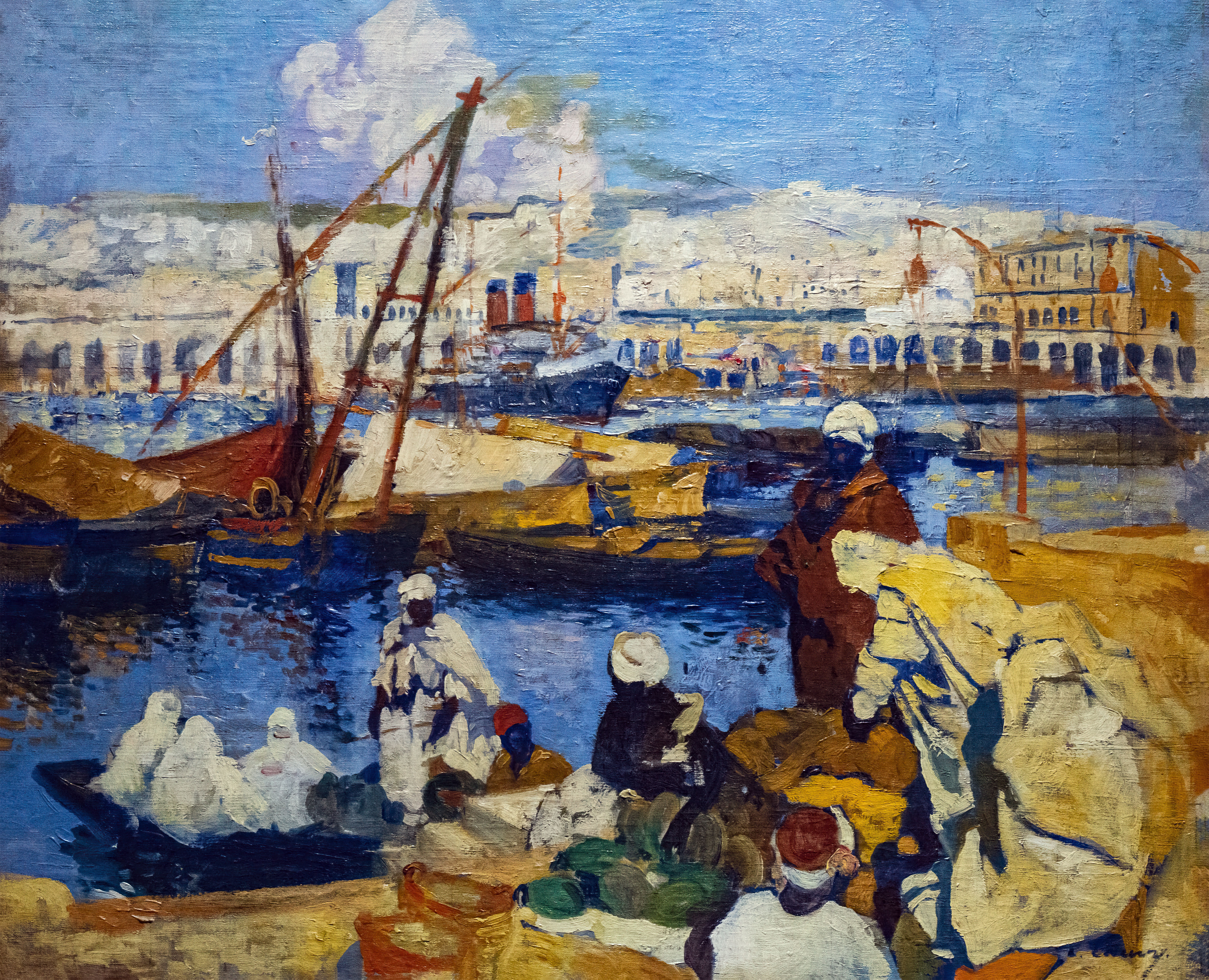
Embarquement au port d'Alger (entre 1900 et 1933), par Léon Cauvy. Musée des Beaux-Arts de Narbonne.
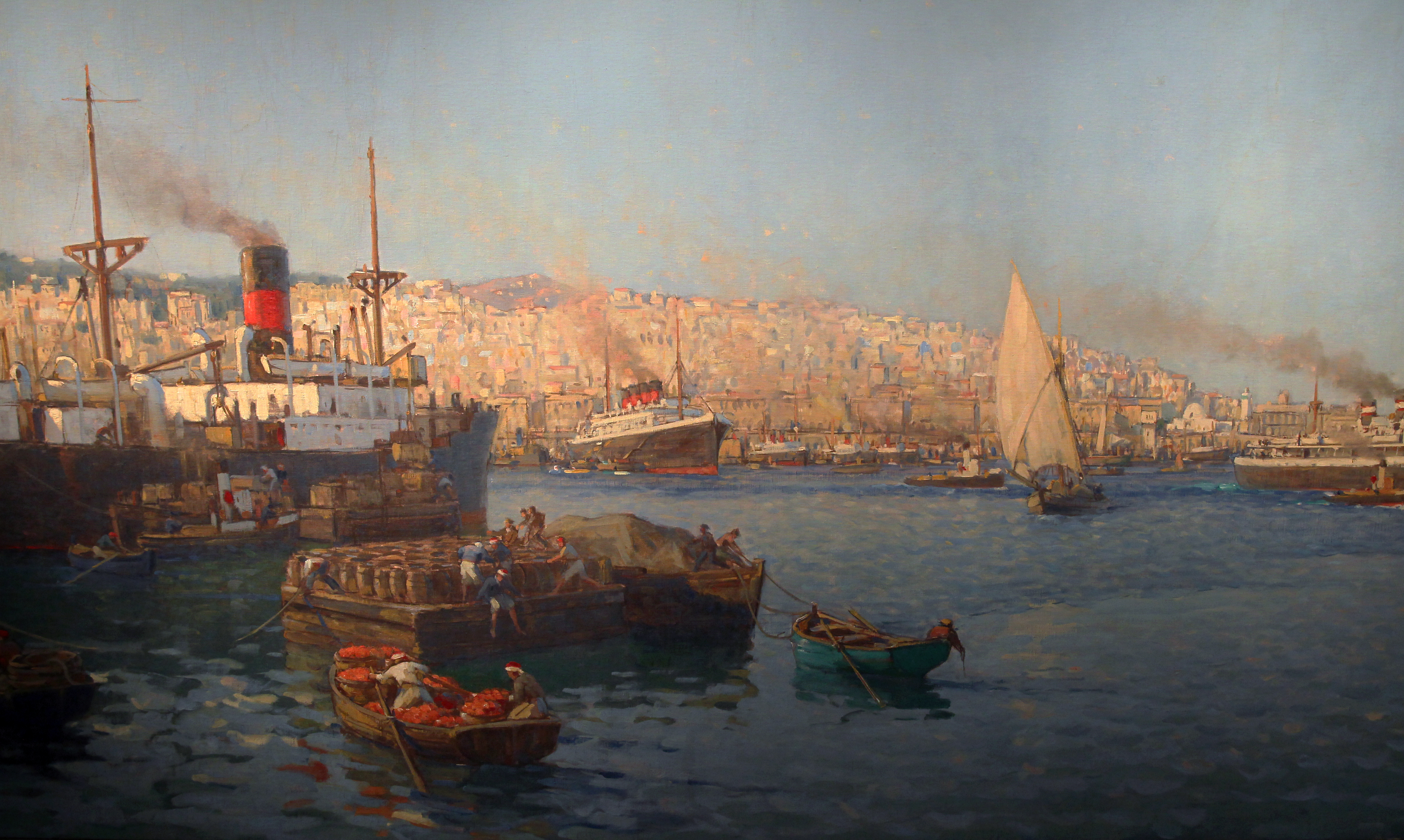
Alger (1930-1931), par Paul Jobert.
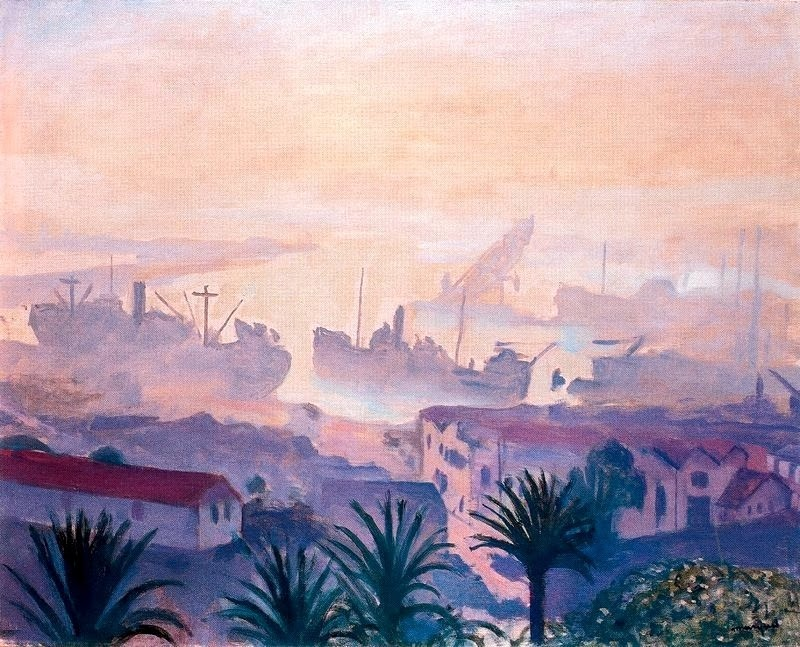
Le Port d'Alger dans la brume (1943), par Albert Marquet. Musée des Beaux-Arts de Bordeaux.